# Cybaeopsis armipotens
Espèce
Synonymes
- Amaurobius armipotens Bishop & Crosby, 1926

Cybaeopsis armipotens est une espèce d'araignées aranéomorphes de la famille des Amaurobiidae.

## Distribution
Cette espèce est endémique de Caroline du Nord aux États-Unis,.

## Description
Le mâle holotype mesure 3,8 mm et la femelle paratype 3,8 mm

## Publication originale
- Bishop & Crosby, 1926 : Notes on the spiders of the southeastern United States with descriptions of new species. Journal of the Elisha Mitchell Scientific Society, vol. 41, no 3/4, p. 163-212 (texte intégral).